# 南方香荚兰
南方香荚兰是兰科香荚兰属的一个种，分布于香港、福建、贵州、云南以及越南、老挝、泰国等地。